# Entomotaeniata
Ordre
Entomotaeniata est un ordre de gastéropodes de la sous-classe des Prosobranchia.

## Histoire
L'ordre fut découvert par Bartsch en 1916.